# Свилен Василев
Свилен Василев е български футболист, роден на 11 август 1979 г. в град Дряново. Играе като вътрешен халф или централен защитник. Бивш играч на Етър и Ботев-Бали (Дебелец). Има над 200 мача за търновския отбор, като през сезон 1997/1998 г. с „виолетовите“ участва в А група.
През сезон 2007/2008 се завръща в родния Локомотив (Дряново).